# Bella davvero
Bella davvero è un singolo del cantautore italiano Ultimo, pubblicato il 18 aprile 2025.

## Descrizione
Il brano è scritto e composto dallo stesso cantautore, che ha anche curato la produzione con Julien Boverod, in arte Juli, ed è ispirato ad un amore infinito.

## Video musicale
Il video musicale, diretto dagli YouNuts!, duo composto da Antonio Usbergo e Niccolò Celaia, è stato pubblicato in concomitanza all'uscita del brano attraverso il canale YouTube del cantautore e ha visto la partecipazione degli attori Beatrice Fiorentini e Luka Zunic. Nel video viene mostrata la location segreta del Raduno degli Ultimi, grande evento live organizzato all'artista e previsto a Roma per il 2026.

## Tracce
Testi e musiche di Niccolò Moriconi.
1. Bella davvero – 2:58

## Classifiche
| Classifica (2025) | Posizione massima |
| ----------------- | ----------------- |
| Italia            | 6                 |